# Canton du Gosier-2
Le canton du Gosier-2 est une ancienne division administrative française, située dans le département de la Guadeloupe et la région Guadeloupe.

## Histoire
Le canton du Gosier-2 est créé par le décret n°85-131 du 29 janvier 1985 scindant le canton du Gosier.
Il est supprimé par le décret du 24 février 2014.

## Composition
Le canton du Gosier-2 comprenait la fraction de la commune du Gosier non comprise dans le canton du Gosier-1.

## Représentation
| Période | Période | Identité                  | Étiquette | Qualité                                                                                   |
| ------- | ------- | ------------------------- | --------- | ----------------------------------------------------------------------------------------- |
| 1985    | 1994    | Nesty Virolan (1934-2009) | RPR       | Premier adjoint au maire du Gosier                                                        |
| 1994    | 2001    | Julien André              | PS        | Adjoint au maire du Gosier                                                                |
| 2001    | 2008    | Roberte Jeanne-Méri       | DVG       | Professeure des écoles Conseillère régionale (2004-2015) Conseillère municipale du Gosier |
| 2008    | 2015    | Amélius Hernandez         | DVG       | Chef d'entreprise Conseiller municipal du Gosier                                          |